# Vincent Créhin
Vincent Créhin, né le 21 janvier 1989 à Saint-Brieuc, est un footballeur français qui évolue au poste d'attaquant au sein du club de l'US Granville.
Il a la particularité d'avoir joué huit saisons dans le championnat National, à chaque fois avec un club différent. Il est devenu, en 2019, le meilleur buteur de l'histoire du Mans FC. Avec cette équipe, il réussit la performance d'obtenir trois promotions en trois saisons, passant du CFA2 à la Ligue 2, en terminant à chaque fois meilleur buteur du club.

## Biographie
Issu d'une famille de cyclistes (son grand-père était coureur professionnel), Vincent Créhin commence le football à Yffiniac puis Hillion, jusqu'en benjamins, et enfin Saint-Brieuc. Il signe ensuite à Guingamp, où il va rester pendant sept années, intégrant notamment le centre de formation entre 13 et 18 ans. Bien que meilleur buteur avec les 18 ans nationaux, et malgré une apparition avec l'équipe première en match amical face au Stade rennais, l'EAG ne souhaite pas le conserver, notamment en raison de sa taille.

## Parcours

### AS Cannes (2008-2009)
En juin 2008, alors âgé de 19 ans, Vincent Créhin se rend à une journée de recrutement organisée par l'AS Cannes. Il décroche un contrat d'un an avec l'équipe alors entraînée par Patrice Carteron, qui évolue en National. Le club termine quatrième, aux portes de la montée, mais Créhin joue peu et marque une seule fois en championnat (le 27 mars 2009 face à Cassis-Carnoux) et deux fois en Coupe de France. Cette saison-là, il côtoie notamment Stephen Vincent, qu'il retrouvera quelques années plus tard au Mans. À la suite du départ de Carteron et de l'arrivée d'Albert Emon, l'attaquant ne fait plus partie des plans du nouvel entraîneur.

### Plabennec (2009-2010)
En juillet 2009, il revient dans sa région natale et passe un essai au Stade plabennécois, tout juste promu en National. L’entraîneur, Franck Kerdilès, est séduit. Il signe alors avec le club breton où il effectue une saison pleine en championnat, inscrivant 9 buts, les Bretons terminant 14e. Il se fait aussi remarquer lors du bon parcours en Coupe de France, avec notamment un but lors de l’élimination de Nancy (Ligue 1) en 16e de finale.

### Laval (2010-2011)
Après une bonne saison en Bretagne, Vincent Créhin répond aux sollicitations du Stade Lavallois, et, fin mai 2010, signe un contrat de deux ans lui permettant d'accéder à la Ligue 2 . Sous la direction de Philippe Hinschberger, il joue son premier match professionnel à Reims, le 6 août 2010. Mais, en concurrence avec Ghislain Gimbert et Jérôme Lebouc, il n'est que rarement titulaire et évolue le plus souvent avec la réserve. Il termine sa première année professionnelle avec 19 matchs (dont 15 en championnat) mais sans but marqué.

### AS Beauvais (2011-2012)
En manque de temps de jeu, Vincent Créhin décide de ne pas effectuer sa deuxième année de contrat avec Laval. Il signe à Beauvais et fréquente de nouveau le National. Si, individuellement, son bilan est bon, avec 10 buts marqués (dont le premier quadruplé de sa carrière face au Red Star), collectivement l'équipe entraînée par Alexandre Clément connait des difficultés internes et n'arrive pas à se maintenir.

### Carquefou (2012-2013)
Le breton reste en National en rejoignant le nouveau promu Carquefou, entraîné par Denis Renaud. Son positionnement sur le terrain pose problème entre les deux hommes, l’entraîneur préférant utilisant Créhin dans un rôle de "8 à l'ancienne". Créhin est finalement relégué sur le banc après l'arrivée de Christian Bekamenga en attaque. Il marque en tout deux fois en championnat.

### US Avranches (2013-2015)
A l'été 2013, Créhin rejoint Avranches, qui évolue en CFA. Il joue pour la première fois sous la direction de Richard Déziré. La saison est couronnée de succès avec une première place dans le groupe D, synonyme d'accession en National. A titre personnel, il inscrit 18 buts, dont 15 en championnat, faisant de lui le meilleur buteur avranchinais. Les entraîneurs du groupe D de CFA l'élisent dans l'équipe-type de la saison. Il côtoie en Normandie ses futurs coéquipiers manceaux Kévin Schur et Yoan Pivaty.
Pour la première fois depuis le début de sa carrière senior, Vincent Créhin cumule une seconde saison sous le même maillot. Il est de retour en National, un an après l'avoir quitté. Le club termine la saison à une honorable neuvième place. Créhin est de nouveau le meilleur buteur du club, scorant à 19 reprises (dont 14 en championnat), et les entraîneurs de National le placent sur le podium des meilleurs joueurs du championnat. Il inscrit un nouveau quadruplé, en Coupe de France contre l'AS Jumeaux-M'Zouasia.
Toutefois, le départ de Richard Déziré à la fin de la saison et son remplacement par Damien Ott (qui n'avait pas voulu de Créhin lorsqu'il entraînait Colmar) amènent le Breton à quitter le club.

### Amiens SC (2015)
En juin 2015, il signe à Amiens, toujours en National. L'équipe est dirigée par Christophe Pélissier. Malgré un but dès la première journée, l'attaquant a du mal à s'adapter au système mis en place par l’entraîneur, qui lui demande de beaucoup décrocher. Créhin joue de moins en moins (15 matchs au total, pour 1 but marqué) et souhaite trouver une porte de sortie. Il entre en contact avec Richard Déziré, alors entraîneur du Mans, qui le fait venir en Sarthe.

### Le Mans FC (2016-2020)
Après sept saisons passées en National ou Ligue 2, Vincent Créhin relève le pari de rejoindre Le Mans FC en signant un contrat de deux ans et demi. Le club est alors en CFA2. Il joue son premier match le 7 février, contre la réserve de Châteauroux, puis inscrit son premier but contre Challans, le 5 mars (4 buts au total pour la saison 2015-2016). Au mois de mai, les entraîneurs du groupe B de CFA2 l'élisent dans l'équipe-type de la saison.
Il enchaîne ensuite lors de la saison 2016-2017, toujours en CFA2, en terminant meilleur buteur du groupe B avec 19 buts, et en participant grandement à la montée du club en division supérieure. Le 20 mai, contre la réserve de Tours, il réalise un quintuplé (performance unique dans l'histoire du club). Il est de nouveau élu dans l'équipe-type de la saison par les entraîneurs de son groupe. Puis en 2017-2018, alors en National 2, il inscrit de nouveau 19 buts en championnat dont un quadruplé contre Trélissac le 17 février 2018. Il termine à nouveau meilleur buteur du groupe. Une nouvelle accession lui permet de retrouver le championnat National en 2018-2019, où il marque à 11 reprises et connait une troisième montée consécutive.
Neuf ans après ses débuts professionnels avec Laval, il retrouve la Ligue 2 et inscrit son premier but en pro, à 30 ans, le 9 août 2019, lors de la 3e journée de championnat, à l'occasion de la réception de Valenciennes FC (défaite 1-2). Malgré un nombre de titularisations en baisse (14 en championnat), il termine meilleur buteur du club avec 8 buts dans une saison terminée après 28 journées. Il devient ainsi le premier joueur de l'histoire du club à finir meilleur buteur sur 4 saisons consécutives, devançant Patrick Van Kets et Daniel Cousin (3 fois chacun). Il est également le meilleur passeur décisif du club (toutes compétitions confondues) avec 6 passes.
Meilleur buteur de l'histoire du club (73 buts), il détient également le record du nombre de matchs joués au stade MMArena (65 en mai 2020).
Le 12 juin 2020, un communiqué du club informe que l'attaquant a pris la décision de ne pas prolonger son contrat avec Le Mans.

### Nea Salamina (2020-2021)
Libre, Vincent Créhin s'engage pour la saison 2020-2021 (avec une option pour une année supplémentaire) avec le club chypriote de Nea Salamina Famagouste, qui évolue en première division. À 31 ans, il tente ainsi sa première expérience dans un championnat étranger. Mais l'attaquant n'est titularisé qu'à 13 reprises, pour trois buts marqués, peinant à trouver sa place après le départ du coach Pampos Christodoulou. Pour la deuxième saison consécutive, il connait le sort de la relégation.

### SO Cholet (2021-2022)
Sans surprise, il ne prolonge pas l'aventure chypriote. Son retour en France est officialisé le 4 juin 2021 par un communiqué du club de Cholet. Il y retrouve Richard Déziré, pour la troisième fois de sa carrière.

### US Granville (2022-)
Libre de tout contrat, il s'engage dans le club de l'US Granville le 16 juin 2022.

## Statistiques
| Saison    | Division   | Matchs      | Matchs          | Matchs            | Matchs | Buts        | Buts            | Buts              | Buts  |
| Saison    | Division   | Championnat | Coupe de France | Coupe de la Ligue | TOTAL  | Championnat | Coupe de France | Coupe de la Ligue | TOTAL |
| --------- | ---------- | ----------- | --------------- | ----------------- | ------ | ----------- | --------------- | ----------------- | ----- |
| 2015-2016 | CFA2       | 13          | 0               | 0                 | 13     | 4           | 0               | 0                 | 4     |
| 2016-2017 | CFA2       | 21          | 6               | 0                 | 27     | 19          | 6               | 0                 | 25    |
| 2017-2018 | National 2 | 29          | 5               | 0                 | 34     | 19          | 3               | 0                 | 22    |
| 2018-2019 | National   | 32          | 2               | 0                 | 34     | 11          | 1               | 0                 | 12    |
| 2019-2020 | Ligue 2    | 25          | 3               | 3                 | 31     | 8           | 1               | 1                 | 10    |
| TOTAL     |            | 120         | 16              | 3                 | 139    | 61          | 11              | 1                 | 73    |

## Palmarès
- Vainqueur du Groupe D de National 2 en 2014 avec l'US Avranches et en 2018 avec Le Mans FC.